# Sunshine (álbum de The Archies)
Sunshine é o quarto álbum de estúdio lançado pelo The Archies, uma banda 
bubblegum pop de ficção do The Archie Show e do universo da Archie Comics. O álbum inclui 12 faixas e foi lançado pela Kirshner Records. Foi produzido por Jeff Barry. O álbum apresenta o single "Sunshine". A música chegou ao número 57 na Billboard Hot 100. O álbum atingiu o número 137 no Billboard Top LPs chart.

## Lista de músicas
| N.º | Título                        | Duração |  |
| 1.  | "Sunshine"                    | 3:18    |  |
| 2.  | "Who's Gonna Love Me"         | 1:50    |  |
| 3.  | "Mr. Factory"                 | 2:32    |  |
| 4.  | "Love and Rock 'N Roll Music" | 2:18    |  |
| 5.  | "Over and Over"               | 2:20    |  |
| 6.  | "Waldo P. Emerson Jones"      | 2:43    |  |
| 7.  | "A Summer Prayer for Peace"   | 2:50    |  |
| 8.  | "Dance"                       | 2:21    |  |
| 9.  | "Comes the Sun"               | 2:25    |  |
| 10. | "Suddenly Susan"              | 2:18    |  |
| 11. | "One Big Family"              | 1:53    |  |
| 12. | "It's the Summertime"         | 2:49    |  |